# Mihaela Melinte
Mihaela Melinte, född 27 mars 1975, är en rumänsk friidrottare som tävlar i släggkastning. 
Melinte blev Europamästare 1998 vid EM i Budapest. Året efter i Sevilla blev Melinte världsmästare och bara fem dagar efter VM kastade hon 76,07 vilket innebar ett nytt världsrekord. Rekordet stod sig fram till 2005 då ryskan Tatjana Lysenko slog det. 
Efter framgången 1999 har hon inte nått samma framgångar. Hon var i final vid VM 2003 i Paris men slutade på en sjätte plats. Hon var även i final vid VM 2005 då det bara blev en elfte plats. 
Vid såväl EM 2006 som vid VM 2007 slogs hon ut redan i kvaltävlingarna. 